# T’ung-shan She
T'ung-shan She  (chinesisch 同善社), auch Shengdao, ist eine religiöse Gruppe, die 
zu Xiantiandao gehört. Xiantiandao ist eine synkretistische Gruppe, die danach strebt, den Daoismus, Konfuzianismus, den Buddhismus und andere Religionen zu vereinigen. Heutzutage ist eine kleine Zahl der Buddhahallen (fo-t'ang) von T'ung-shan She auf Taiwan, Hongkong und Südostasien aktiv. 
Möglicherweise existiert keine Studie zur aktuellen Situation T'ung-shan Shes. Regionale Hierarchien scheinen zu bestehen.  Der Südostasiatische Allgemeine Verband der weisen Religion mit Sitz in Singapur leitet wahrscheinlich die T'ung-shan She-Buddhahallen in Singapur und Malaysia. Die aktuelle Situation ist unklar. 

## Geschichte
T'ung-shan She wurde 1912 von P'eng Hui-lung (彭回籠)/Peng Ru-zun (彭汝尊)(1873 - 1950?) aus Sichuan gegründet. 1917 verlagerte die Organisation ihren Sitz nach Peking und wurde dort bei der Stadtverwaltung registriert. T'ung-shan She knüpfte Verbindungen mit der traditionellen Elite. Die Filialen der Organisation verbreiteten sich schnell quer durch China. 1920 wurde ein zweites Zentrum (He-i Hui) in Hankou geschaffen. T'ung-shan She ist offiziell in der Volksrepublik China seit dem Beginn der kommunistischen Regierung verboten. Viele der Anhänger wurden schwer verfolgt. 
Die erste taiwanesische Buddhahalle wurde 1947 gegründet. 1949 wurde der Chinesische Verband für konfuzianische Studien (Chung-kuo K'ung-hsueh Hui) gegründet. Diese erste Bhuddahalle wird als Provinzialgesellschaft (sheng-she) bezeichnet. 1978 gab es eine Abspaltung.